# Torymus flavicoxa
Torymus flavicoxa är en stekelart som först beskrevs av Osten-Sacken 1870. Torymus flavicoxa ingår i släktet Torymus och familjen gallglanssteklar. Inga underarter finns listade i Catalogue of Life.